# Skateaway
„Skateaway“ je skladba britské rockové skupiny Dire Straits, která se objevila na jejich albu Making Movies z roku 1980. Text pojednává o kolečkové bruslařce, která brázdí ulice města a při tom přes sluchátka poslouchá přenosné rádio.